# Parque nacional Monte Lindesay
El parque nacional Monte Lindesay (inglés: Mount Lindesay National Park) es un parque nacional de 395 km² en el sur de Australia Occidental, Australia.

El parque se encuentra a unos 360 km al suroeste de Perth y la mejor manera de llegar a él es desde  Denmark, 15 km al sur.  Junto con el adyacente parque nacional del Monte Roe, al oeste, forma parte del área silvestre de Walpole. Aproximadamente en medio del parque se encuentra la cumbre del monte Lindesay, de 459 metros, la elevación más prominente de la zona. 
La montaña de granito fue escalada por los primeros europeos que exploraron esta zona en 1829, dirigidos por Thomas Braidwood Wilson. Wilson bautizó la montaña con el nombre del coronel P. Lindesay. Incluso hoy en día, la cumbre se puede escalar en unas dos horas. El sendero pasa primero por un bosque de jarrah y carribes antes de encontrarse con un suelo cada vez más árido en la base del monte Lindesay. Aquí prospera una frágil comunidad vegetal, la Comunidad de Granito de Little Lindesay, que es especialmente digna de protección, y que incluye Stylidium), drosera (Drosera) y varias orquídeas. Especialmente en primavera, florecen numerosas flores silvestres.